# Psinka

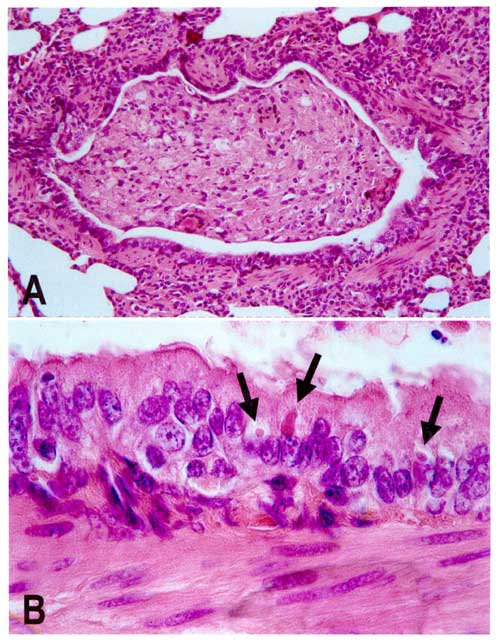
Plicní léze, mnohočetné eozinofilní intracytoplazmatické virové inkluze (šipky) v bronchiolárním epitelu.

Psinka (lat. Febris catarrhalis et nervosa canum, febris contagiosa canum, FCC, něm. Hundestaupe, Staupe, angl. canine distemper) je akutní vysoce nakažlivé virové onemocnění zejména psovitých a lasicovitých šelem. Onemocnění pochází z Ameriky. Nákaza je životu nebezpečná, může však zanechat i trvalé následky u zvířat, která ji překonají. Onemocnění postihuje psovité, lasicovité, skunkovité, hyenovité, pandy, medvídkovité, ploutvonožce, cibetkovité a kočkovité.
Nejvíce jsou touto chorobou postiženi psi a fretky, ale i divoká zvířata. Původcem onemocnění je RNA virus z čeledi paramyxovirů (CDV, Canine distemper virus, lat. virus febris contagiosae canis). Přesněji se jedná o obalený RNA virus s lineární nesegmentovanou ssRNA z čeledi paramyxoviridae.
Tento virus je blízký viru spalniček (Morbilli, virus samotný se jmenuje latinsky Morbillivirus, Virus morbillorum) a moru skotu (Bovilis pestis). Přes rozsáhlé očkování v mnoha oblastech světa zůstává stále hlavním onemocněním psů. Jeho nakažlivost (kontagiozita) je podobně jako u spalničkového viru vysoká.
Rozlišují se 4 formy psinky s tím, že jedna snadno přechází v druhou: kožní, střevní (krev ve stolici), plicní a nervová (epileptické záchvaty).
Nejnáchylnější jsou neočkovaná štěňata mezi 3. a 7. měsícem a potom staří neočkovaní psi.

## Symptomatologie a patogeneze
Psinka je vysoce nakažlivé onemocnění a přenáší se především přímým, ale i nepřímým kontaktem, infekční jsou po celou dobu onemocnění sekrety nemocného zvířete, které mohou zasychat a člověk je na svém oblečení a obuvi přináší jako infekční prach. Virus obecně nepřežívá dlouho na slunci, resp. nepřežívá expozici slunečnímu záření a pH půdy. Nebezpečné je ale i procházení v lese, neboť lesní zvěř, kupř. divoká prasata nebo kuny mohou být napadeny virem.V Německu do konce 60. let patřila psinka k nejzávažnějším infekčním příčinám úmrtí chovaných psů.
Brána vstupu infekce je různá, obecně platí, že inkubace trvá 3 - 7 dní, kdy se virus nejprve pomnoží ve spádových (regionálních, trubitárních) mízních uzlinách, aby pak 4. dne došlo k průniku do oběhu a k malé viremii, tedy nejprve ku zaplavení organismu virem z mízních uzlin a posléze, protože napadne především játra, slezinu, další mízní uzliny a tedy obecně celý monocytomakrofágový systém včetně cirkulujících monocytů a v těchto buňkách se pomnoží. Virus cirkuluje ve vysokých množstvích (vysoká virová nálož) a může napadnout přestupem přes endotel kteroukoli tkáň, s oblibou napadá nervovou tkáň.
V CNS způsobuje encefalitidu, která může mít chronickou podobu (analogicky jako po spalničkách může propuknout van Bogaertova-Dawsonova subakutní sklerozující panencefalitida), ta je také příčinou perzistujících neurologických příznaků. Tato subakutní - chronická encefalitis u psa po prodělané psince se jmenuje old dog encephalitis (ODE).
Příznaky obecné: apatie, agitovanost u dříve klidného a mírného psa, anorexie, horečka až 41 °C.
Střevní: zvracení, krev ve stolici, krvavý průjem
Neurologické: ataxie, paresy a plegie, epileptické paroxyzmy
Respirační, resp. katarální: výtok z nosu, konjunktivitida, dušnost, kašel (ostatně připomeňme, že katarální stadium typicky uvádí spalničky před výsevem vyrážky), kašel dráždivý, posléze hnisavé až hemoragické sputum
Kožní: hyperkeratózy, zejména hyperkeratózy v oblasti nosu a na polštářcích na packách jsou špatnou prognostickou známkou.
Kauzální léčení není, virus nelze zasáhnout antibiotiky, nejsou účinné antivirové preparáty, antibiotika se nasazují kvůli nasedající, sekundární bakteriální infekci, dále podpůrná léčba a léčba zaměřená na příznaky (supportivní, resp. robotující a symptomatické léčení).

## Historie, vakcinace
Virus psinky popsal v roce 1905 Francouz Henri Carré. Vakcína byla vyvinuta v roce 1950. Očkuje se v sedmém týdnu životě štěněte, následují dvě revakcinace s odstupem přibližně 3 týdnů a dále každoroční revakcinace. Vzhledem k tomu, že se jedná o vysoce nakažlivé onemocnění s často smrtelným průběhem a pravidelně s následky, proběhla i nervová forma (epileptické záchvaty jako důsledek encefalitidy), je očkování třeba doporučit.